# Павлишин Володимир Іванович
Володи́мир Іва́нович Павли́шин  (*3 січня 1940, Зашковичі) — український вчений-мінералог, доктор геолого-мінералогічних наук, професор. Основні наукові зацікавлення: регіональна, генетична та прикладна мінералогія.

## Біографія
Народився у селі Зашковичі Городоцького району Львівської області.
Закінчив геологічний факультет ЛДУ імені Івана Франка (1960), в якому в 1962–1969 роках — аспірант, молодший, старший науковий співробітник; у 1969–1970 роках — старший науковий працівник Інституту хімії та технології рідкісних елементів і мінеральної сировини Кольського філіалу АН СРСР; у 1970–1972 роках — старший науковий працівник Інституту геологічних наук НАН України; у 1972–2000 роках — старший науковий працівник, завідувач лабораторії, головний науковий працівник, завідувач відділу (1991–2000) Інституту геохімії, мінералогії та рудоутворення НАН України. Водночас із 1988 року (за сумісництвом) викладає мінералогію в КНУ імені Тараса Шевченка, а з 2000 року — професор університету. Кандидатську дисертацію «Дослідження літієво-залізистих і магнезіально-залізистих слюд України» захистив у 1966 році, докторську «Типоморфізм кварцу, слюд і польових шпатів» — у 1981 році.
Науковий редактор «Мінералогічної енциклопедії України», що готується до друку.
З 1991 року по 2001 рік — президент, з 2006 року — почесний президент Українського мінералогічного товариства.

## Науковий доробок
Наукові дослідження стосуються регіональної, генетичної та прикладної мінералогії. Опрацював онтогенічний метод у мінералогії, відкрив два нових мінерали, коштовний камінь квардіт, обґрунтував нові генетичні типи мінеральних утворень України, здійснив фундаментальні дослідження мінералів з гірничорудних районів України.
Автор близько 500 публікацій, із них 18 наукових монографій, 5 навчальних посібників, 3 підручників, 9 наукових праць довідкового змісту, 3 винаходів, зокрема, «Типоморфизм кварца, слюд и полевых шпатов в эндогенных образованиях» (1983); «Онтогенический метод в минералогии» (1988, зі співавт.); «Вступ до мінералогії» (1988); «Основи морфології та анатомії мінералів» (2000); «Методи генетичної мінералогії» (2002, зі співавт.); «Екологічна мінералогія України» (2003, зі співавт.); «Генезис мінералів» (2003, зі співавт.); «Людина і камінь» (2005).
Член редакційної колегії Малої гірничої енциклопедії. Заступник головного редактора Мінералогічного журналу (з 1995).

## Нагороди та відзнаки
- Заслужений діяч науки і техніки України (26 травня 2006) — за вагомий особистий внесок у соціально-економічний і культурний розвиток столиці України, багаторічну сумлінну працю та високий професіоналізм[1]
- Державна премія України в галузі науки і техніки 2013 року — за цикл наукових праць «Використання природних ресурсів України в умовах екологічних обмежень» (у складі колективу)[2]
- Срібний диплом XXVII Міжнародного геологічного конгресу (1984);
- диплом Всесоюзного мінералогічного товариства за найкращу науково-популярну книгу (1992);
- медаль В. І. Лучицького (1999);
- срібний нагрудний знак Спілки геологів України (2001);
- «Award Prize» — нагорода Всесвітньої мінералогічної організації за внесок у розвиток світового мінералогічного прогресу (2004);
- медаль академіка Є. К. Лазаренка (2005),
- знаки «Петро Могила» (2007) і «Відмінник освіти України» (2009).
- У 2007–2010 роках академік-секретар відділення наук про Землю, член президії АН ВШ України, з 2010 року радник Президії АН ВШ України.